# Wola Dalsza
Wola Dalsza (do 1937 Wola Wielka) – wieś w Polsce, położona w województwie podkarpackim, w powiecie łańcuckim, w gminie Białobrzegi. Leży nad rzeką Wisłok.
Wieś Wola Dalsza (Świętosławowa Wola) położona w powiecie przemyskim, była własnością Stanisława Herakliusza Lubomirskiego, została spustoszona w czasie najazdu tatarskiego w 1672 roku. W latach 1975–1998 miejscowość administracyjnie należała do województwa rzeszowskiego.

## Części wsi
| SIMC    | Nazwa     | Rodzaj    |
| ------- | --------- | --------- |
| 0643844 | Jawornik  | część wsi |
| 0643850 | Poręby    | część wsi |
| 0643867 | Wola Mała | część wsi |
| 0643873 | Zakrzacze | część wsi |

Miejscowość jest siedzibą rzymskokatolickiej parafii Matki Bożej Różańcowej.

## Osoby związane z miejscowością
- Tadeusz Urban (poseł na sejm IV kadencji).
- Roman Turek (1898–1982) – polski pisarz samouk, prozaik.